# Anelaphus hoferi
Anelaphus hoferi là một loài bọ cánh cứng trong họ Cerambycidae.